# DR V 15 sorozat
A DR V 15 és DR V 23, majd újabb pályaszámain DR 101, DR 102.0, a DBAG-nál DB 311, DB 312, német tolató dízelmozdony-sorozatok voltak. Ezeket 1958 és 1976 között gyártotta a VEB Lokomotivbau „Karl Marx“ Babelsberg. A DB 1992-től kezdte selejtezni a sorozatot.